# 1997年カタール・エクソンモービル・オープン
1997年カタール・エクソンモービル・オープン (1997 Qatar ExxonMobil Open)は、1996年12月30日から1997年1月7日にかけてカタール・ドーハのハリファ国際テニス競技場 にて開催されたATPツアーワールドシリーズ大会である。

## 優勝

### シングルス
ジム・クーリエ def.  ティム・ヘンマン, 7–5, 6–7(5), 6–2
- クーリエがシーズン1度目、ツアー通算20度目のシングルスタイトルを獲得した。

### ダブルス
ヤッコ・エルティン /  ポール・ハーフース def.  パトリク・フレデリクソン /  マグヌス・ノーマン, 6–3, 6–2
- エルティンがシーズン1度目、ツアー通算33度目のダブルスタイトルを、 ハーフースがシーズン1度目、ツアー通算32度目のダブルスタイトルを獲得した。